# Acinia
Acinia is een geslacht van insecten uit de familie van de Boorvliegen (Tephritidae), die tot de orde tweevleugeligen (Diptera) behoort.

## Soorten
- Acinia biflexa (Loew, 1844)
- Acinia corniculata (Zetterstedt, 1819)
- Acinia picturata (Snow, 1894)